# Police

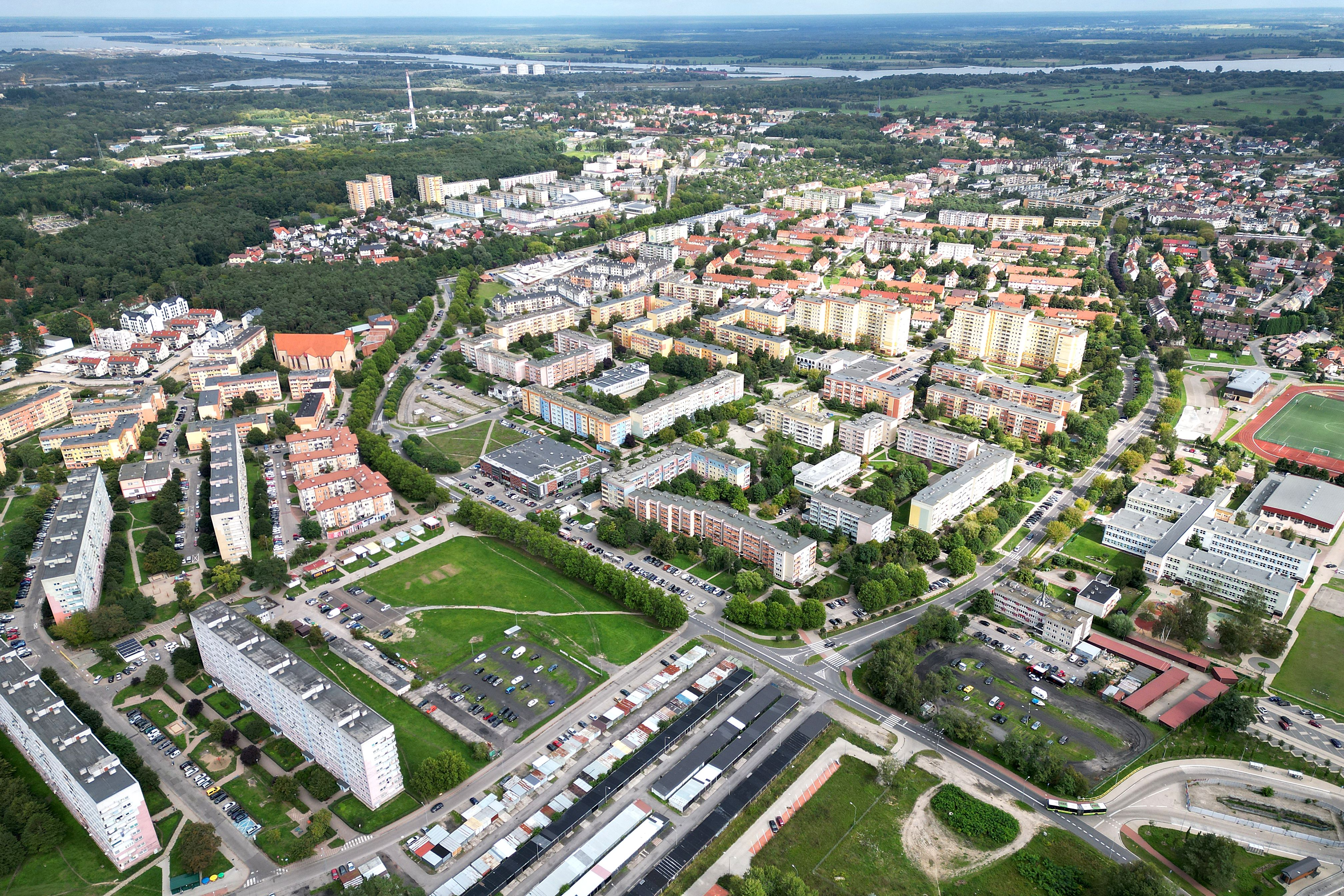
Police - widok od południowego zachodu

Police (do 1945 niem. Pölitz) – miasto w północno-zachodniej Polsce, w woj. zachodniopomorskim, w powiecie polickim, siedziba gminy miejsko-wiejskiej Police, miasto satelickie Szczecina, położone nad Odrą i Gunicą na Równinie Wkrzańskiej. Port morski na lewym brzegu ujściowego odcinka Odry. Police otacza Puszcza Wkrzańska. W Policach znajduje się port morsko-rzeczny na Odrze (piąty pod względem przeładunku w Polsce).
Według danych GUS z 30 czerwca 2021 r., Police liczyły 32 034 mieszkańców i były pod względem liczby ludności siódmym miastem w województwie zachodniopomorskim.

## Położenie

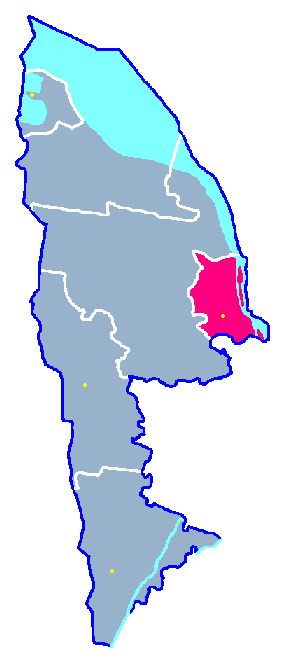
Miasto Police na planie powiatu polickiego

Police znajdują się w zachodniej części woj. zachodniopomorskiego, we wschodniej części powiatu polickiego. Miasto wchodzi w skład aglomeracji szczecińskiej.
Według danych z 1 stycznia 2014 powierzchnia miasta wynosi 37,31 km².
Police są położone na Równinie Wkrzańskiej nad Odrą i Gunicą (Dolina Dolnej Odry). Południowe krańce miasta wraz z osiedlem Mścięcino leżą na północnych zboczach Wzgórz Warszewskich.
Miasto graniczy administracyjnie ze Szczecinem (około 15 km od centrum miasta), gminą Goleniów i wiejską częścią gminy Police.
Przez Police przebiegają: droga wojewódzka nr 114, linia kolejowa nr 406 oraz tor wodny Świnoujście–Szczecin.

## Warunki naturalne

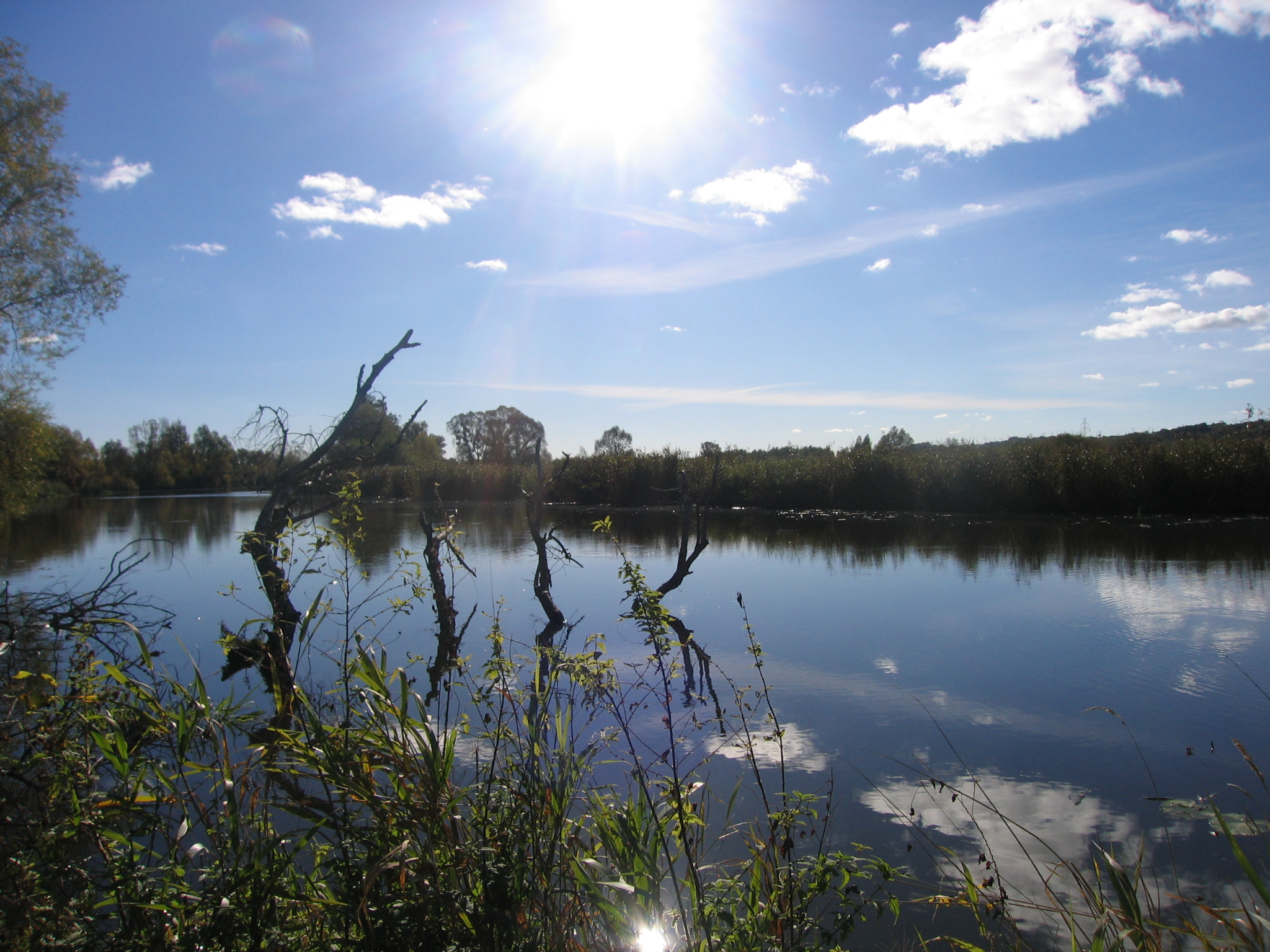
Odnoga Odry – Łarpia w Policach

W granicach administracyjnych miasta Police znajduje się ujście Odry do Roztoki Odrzańskiej.
Ze Wzgórz Warszewskich, na których położone są południowe krańce miasta oraz osiedle Mścięcino, płyną do Polic Przęsocińska Struga i Grzybnica. Przy wschodniej granicy miasta ograniczonej wschodnim brzegiem Odry znajduje się ujście Iny. Inne cieki wodne: Domiąża, Wietlina, ujście Gunicy.
W granicach administracyjnych miasta znajduje się 6 wysp:
- Polickie Łąki
- Wielki Karw
- Mały Karw
- Długi Ostrów
- Mnisi Ostrów (Wyspa Mnichów)
- Skolwiński Ostrów

Dawna wyspa Kiełpiński Ostrów została poprzecinana siecią kanałów, a odgradzający ją od stałego lądu Policki Nurt poprzegradzano w kilku miejscach.

### Przyroda
Ujściowy odcinek Odry należący do Polic, znajduje się w specjalnym obszarze ochrony siedlisk „Ujście Odry i Zalew Szczeciński”. We wschodniej części miasta utworzono także obszar ochrony siedlisk „Police – kanały”.
Na wyspach i terenach nadrzecznych występują trawiaste zbiorowiska roślinne. Występują tu trzcinowiska, będące siedliskiem wielu gatunków ptaków i ryb.

## Pochodzenie nazwy
Nazwa miasta pochodzi od słowa polskiego pole, w liczbie mnogiej występującej w formie police (oznaczacego to samo, co Polska). Wersja niemiecka jest zgermanizowaną formą wcześniejszej nazwy polskiej (pomorskiej).
Obecna nazwa została administracyjnie zatwierdzona 7 maja 1946

## Historia

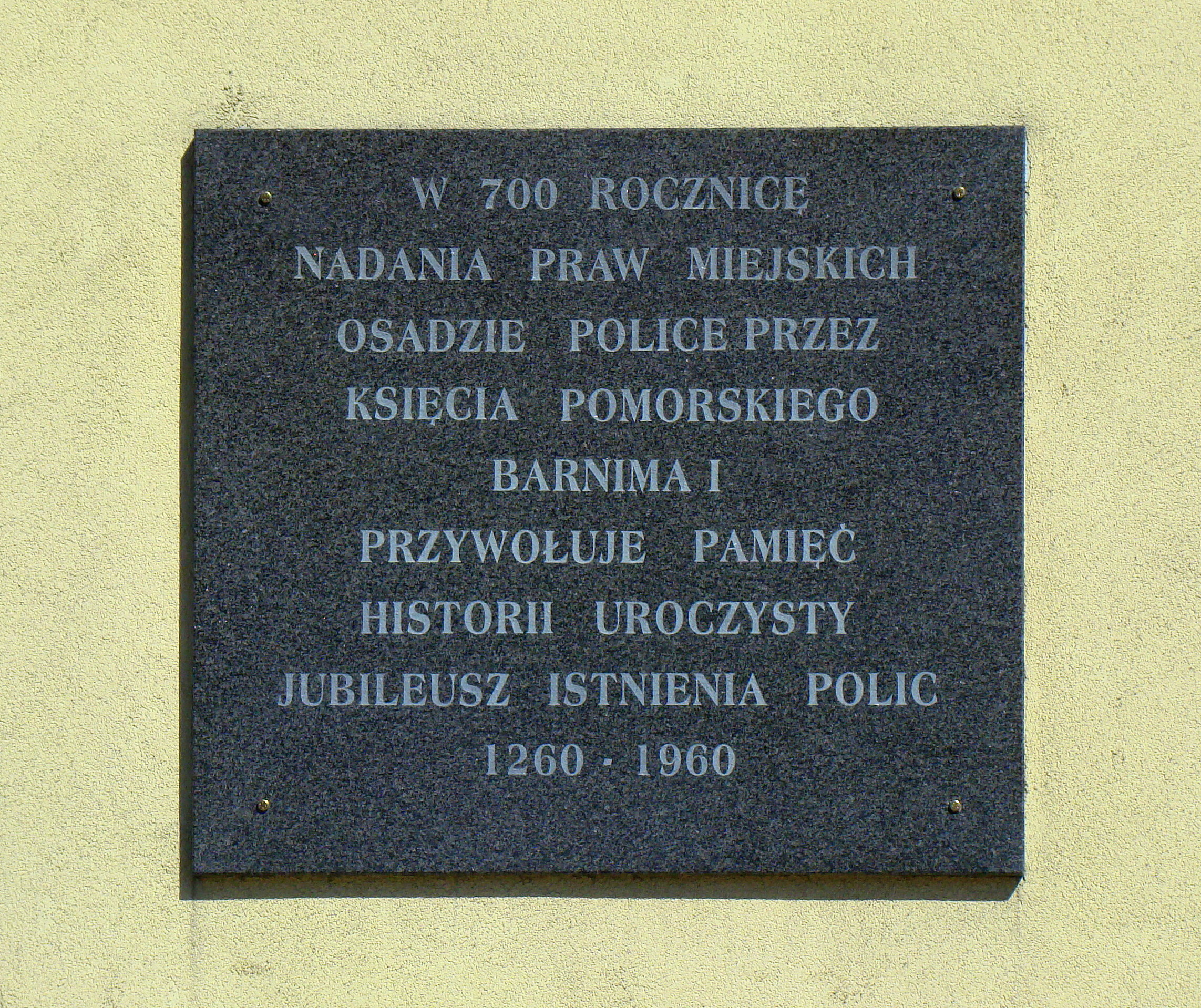
Tablica w 700. rocznicę nadania Policom praw miejskich.

### Najwcześniejsze dzieje
Początkowo było to osiedle rybacko-rolnicze, w latach 1249–1254 stanowiło własność rycerza Bartłomieja z Polic. W 1260 r. książę zachodniopomorski Barnim I nadał Policom prawa miejskie na prawie magdeburskim. Bujny rozwój, usytuowanych tuż przy ujściu Odry Polic zagroził głównemu ośrodkowi Pomorza Zachodniego – Szczecinowi. W celu zahamowania rozwoju Polic, w 1321 r. książę odebrał miastu prawa miejskie i włączył Police w obręb Szczecina. Prawa miejskie zostały przywrócone dopiero w 1808 Od XVI do XVIII wieku były znane z produkcji i handlu chmielem.

### Okres 1808-1939
W latach 1816–1939 w powiecie Randow. W maju 1852 roku powołano Królewskie Ewangelickie Seminarium Nauczycielskie (jego gmach został zniszczony w wyniku działań wojennych w 1944 roku). Na przełomie XIX i XX wieku w Policach istniała stocznia rzeczna. W 1898 r. Police uzyskały kolejowe połączenie ze Szczecinem, prowadzące wówczas do Jasienicy. 12 lat później linię przedłużono do Trzebieży. Powstanie kolei przyczyniło się do rozwoju przemysłu. W 1938 r. zbudowana została fabryka benzyny syntetycznej Hydrierwerke Pölitz. Fabryka miała ogromne znaczenie dla przemysłu wojennego III Rzeszy. 15 października 1939 r. miasto zostało włączone w granice Wielkiego Miasta Szczecin.

Police w granicach Wielkiego Miasta Szczecin w czasie II wojny światowej.

### Okres II wojny światowej

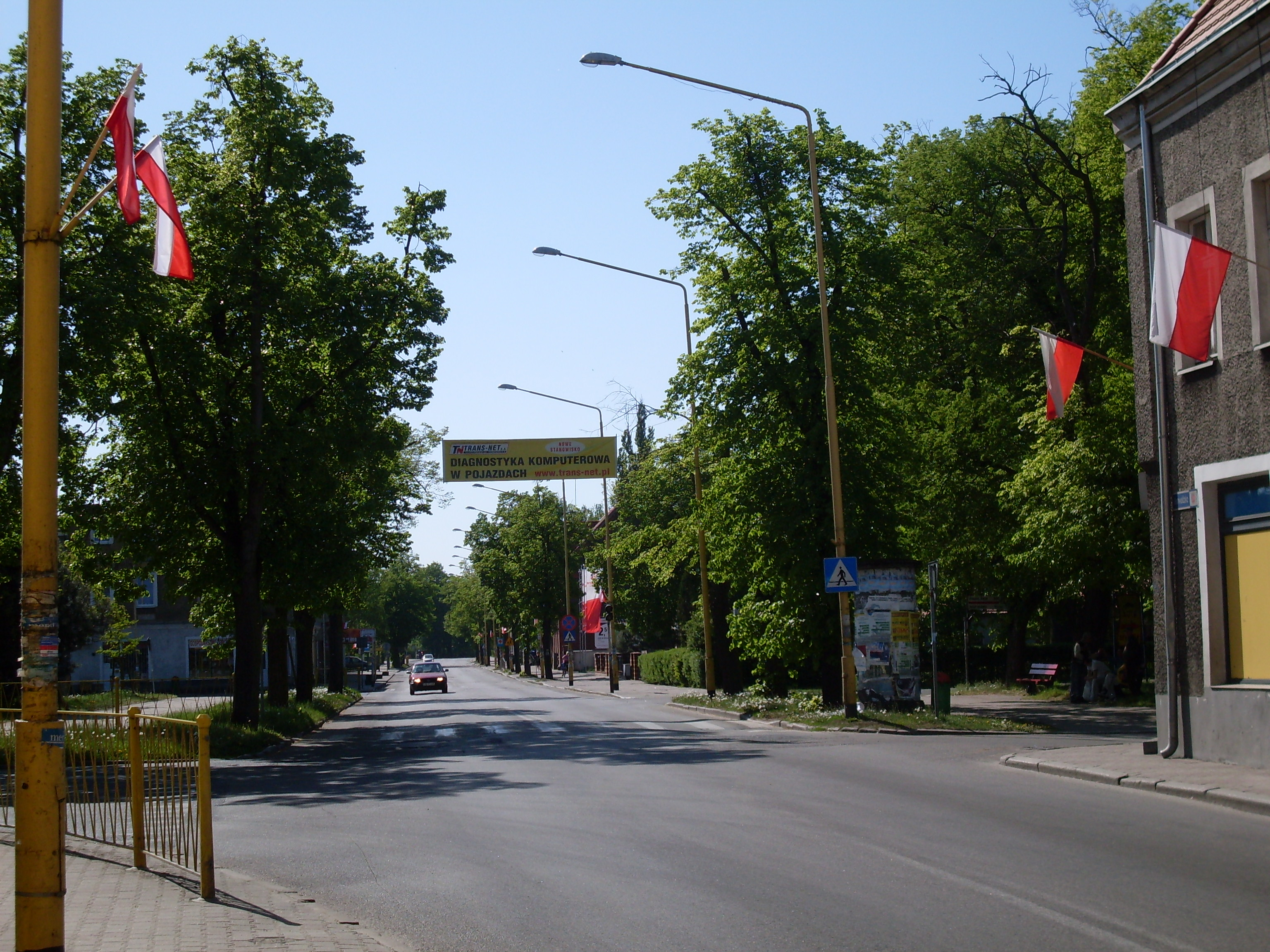
Ulica Grunwaldzka, Stare Miasto

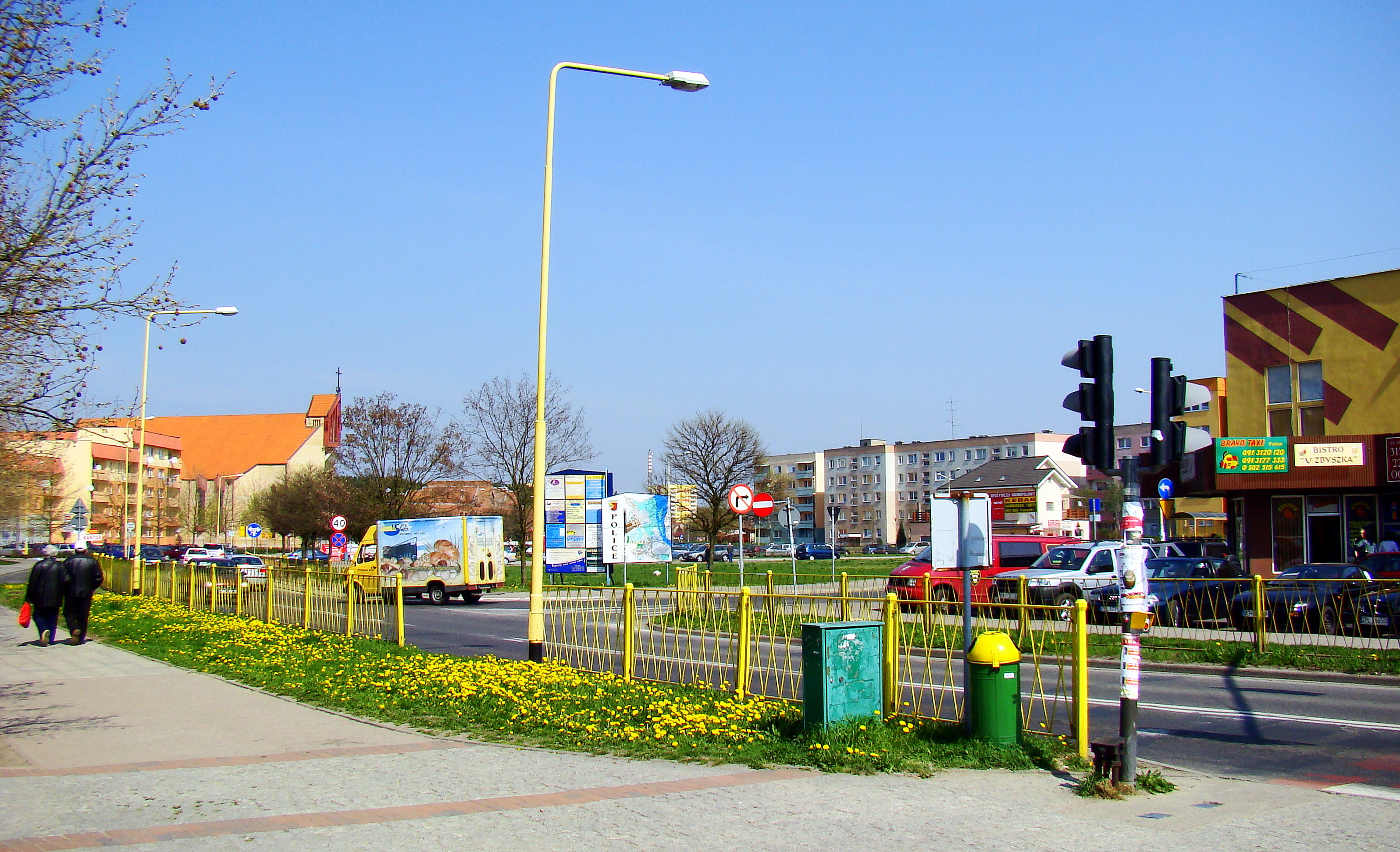
Osiedle Chemik, Nowe Miasto

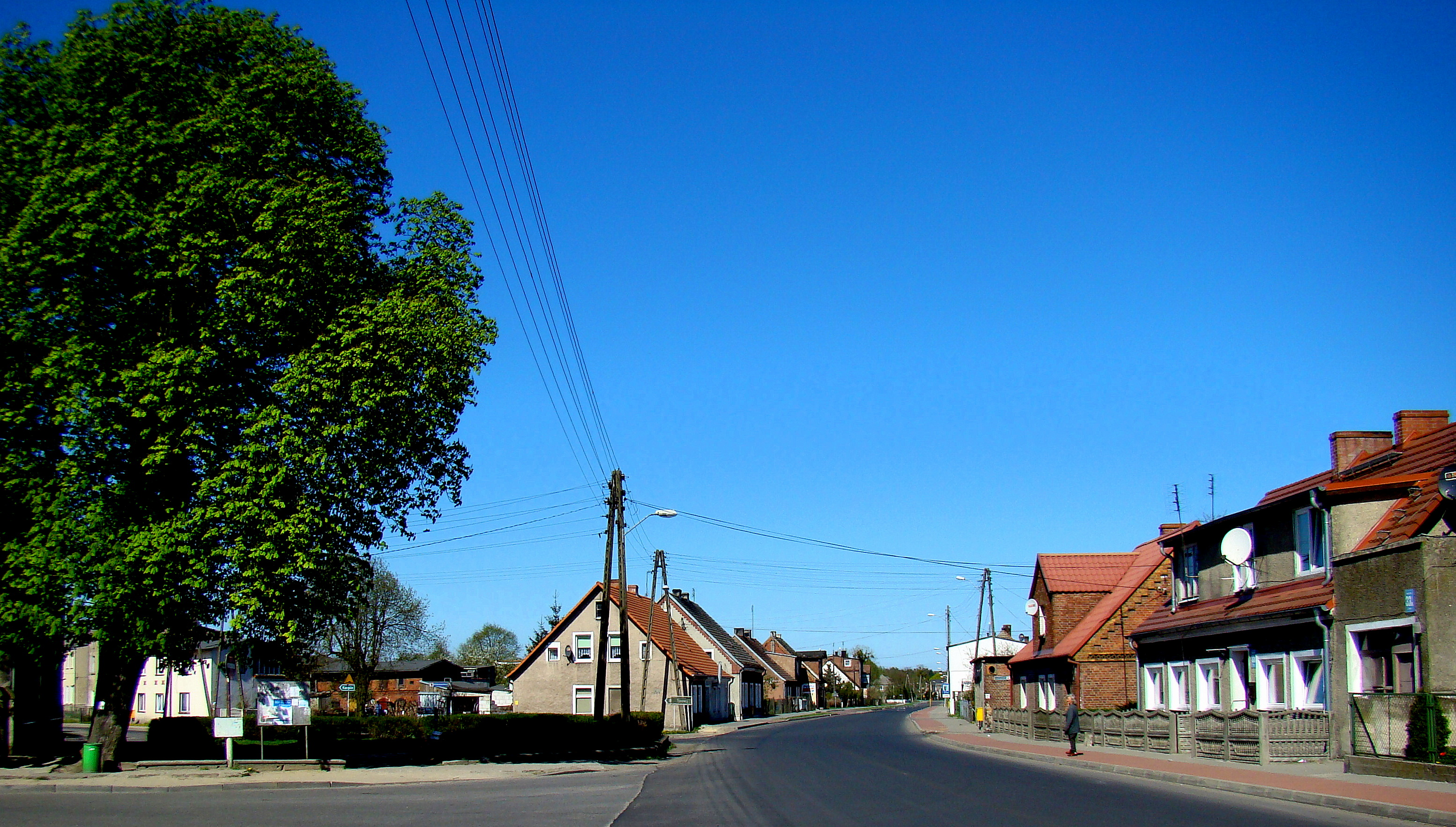
Ulica Piastów w Policach – Jasienicy

Na okres II wojny światowej na podstawie uchwały rządu niemieckiego 15 października 1939 roku Police zostały włączone w obręb Wielkiego Miasta Szczecin. Działała tu wielka fabryka benzyny syntetycznej (niem. Hydrierwerke Pölitz AG). Przy produkcji benzyny syntetycznej pracowało około 30.000 robotników przymusowych różnych narodowości (m.in. Polacy, Jugosłowianie, Francuzi, Belgowie). Na terenie fabryki założono filię obozu koncentracyjnego Stutthof. Fabryka i miasto były kilkakrotnie celem ataków sił powietrznych aliantów.
Miasto zostało zdobyte 26 kwietnia 1945 r. wraz ze Szczecinem przez wojska radzieckie (2 Front Białoruski–2 Armia Uderzeniowa-116 Korpus Armijny-321 dywizja piechoty dow. Iwan Fieduński) i polskie, a we wrześniu 1946 r. zostało przekazane administracji polskiej, po likwidacji tzw. Enklawy Polickiej. Istnienie Enklawy Polickiej opóźniło powojenną odbudowę i rozwój Polic oraz przyczyniło się do lokalizacji siedziby powiatu ziemskiego w Szczecinie (powiat szczeciński obejmował tereny obecnego powiatu polickiego).

### Okres po II wojnie światowej
W 1945 r. Police ponownie stały się samodzielnym miastem, powiększonym w 1954 r. o wieś Mścięcino. W tym czasie osiedlono tu kolonię greckich uchodźców, którzy szukali schronienia w Polsce po greckiej wojnie domowej 1946-1948. Podobnie uczyniono w Zgorzelcu w woj. dolnośląskim. Do 1975 r. Police wchodziły w skład powiatu szczecińskiego.
W 1964 r. rozminowano teren na północ od Starego Miasta i rozpoczęto budowę azotowo-fosforowych zakładów nawozów sztucznych, uruchomionych w 1969 r. Działają one pod nazwą Zakłady Chemiczne Policelll (obecnie Grupa Azoty Zakłady Chemiczne „Police”). Teren pod budowę fabryki zajął m.in. powierzchnię dawnego osiedla Kuźnica, od którego powstała nazwa ulicy, przy której znajduje się fabryka. Dla robotników pracujących w Z. Ch. „Police” powstało osiedle mieszkaniowe Chemik.
Po reformie administracyjnej i likwidacji powiatów w 1975 r. utworzono gminę Police. W 1999 r. po kolejnej reformie Police zostały miastem powiatowym.

## Demografia

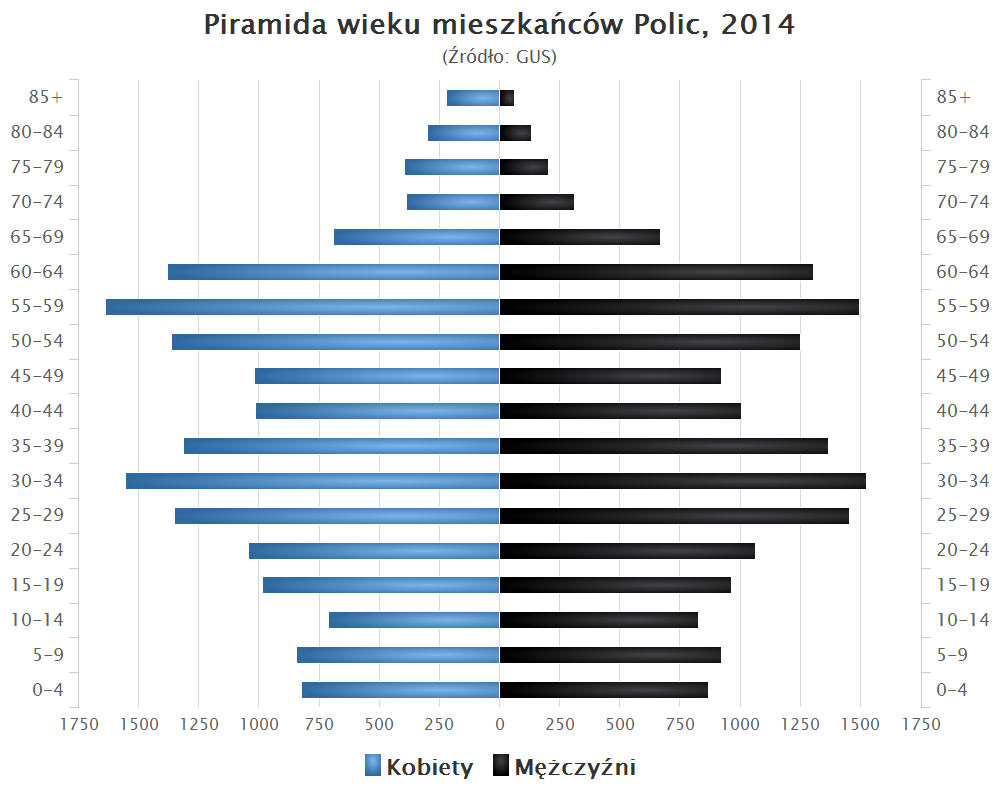
Piramida wieku mieszkańców Polic w 2014 roku

Ludność miasta Polic na przestrzeni lat, źródła:
| Data   | Liczba mieszkańców |
| ------ | ------------------ |
| X wiek | ok. 100            |
| 1450   | ok. 450            |
| 1658   | ok. 490            |
| 1782   | 970                |
| 1812   | 1424               |
| 1857   | 2465               |
| 1900   | 4415               |
| 1905   | 4149               |
| 1919   | 4100               |
| 1925   | 4963               |
| 1933   | 5400               |
| 1937   | 5788               |
| 1939   | 6466               |
| 1946   | 850                |
| 1947   | 873                |
| 1950   | 1444               |
| 1955   | 4827               |
| 1960   | 9106               |
| 1969   | 11 432             |
| 1975   | 7214               |
| 1981   | 24 790             |
| 1994   | 34 407             |
| 1995   | 34 544             |
| 2000   | 34 639             |
| 2005   | 34 391             |
| 2007   | 34 220             |
| 2010   | 34 087             |
| 2012   | 33 816             |
| 2013   | 33 625             |
| 2020   | 32 490             |

Według danych z 31 grudnia 2016 roku miasto miało 33 090 mieszkańców (7. miejsce w województwie i 4. miejsce w aglomeracji szczecińskiej).

## Honorowi obywatele Polic
Tytuł nadawany ludziom szczególnie zasłużonym dla miasta:
- Ryszard Kaczorowski – ostatni prezydent RP na Uchodźstwie
- Kazimierz Jan Majdański – biskup archidiecezji szczecińsko-kamieńskiej
- Jan Kazieczko – ksiądz, proboszcz parafii św. Kazimierza Królewicza w Policach w latach 1991–1999.

## Architektura

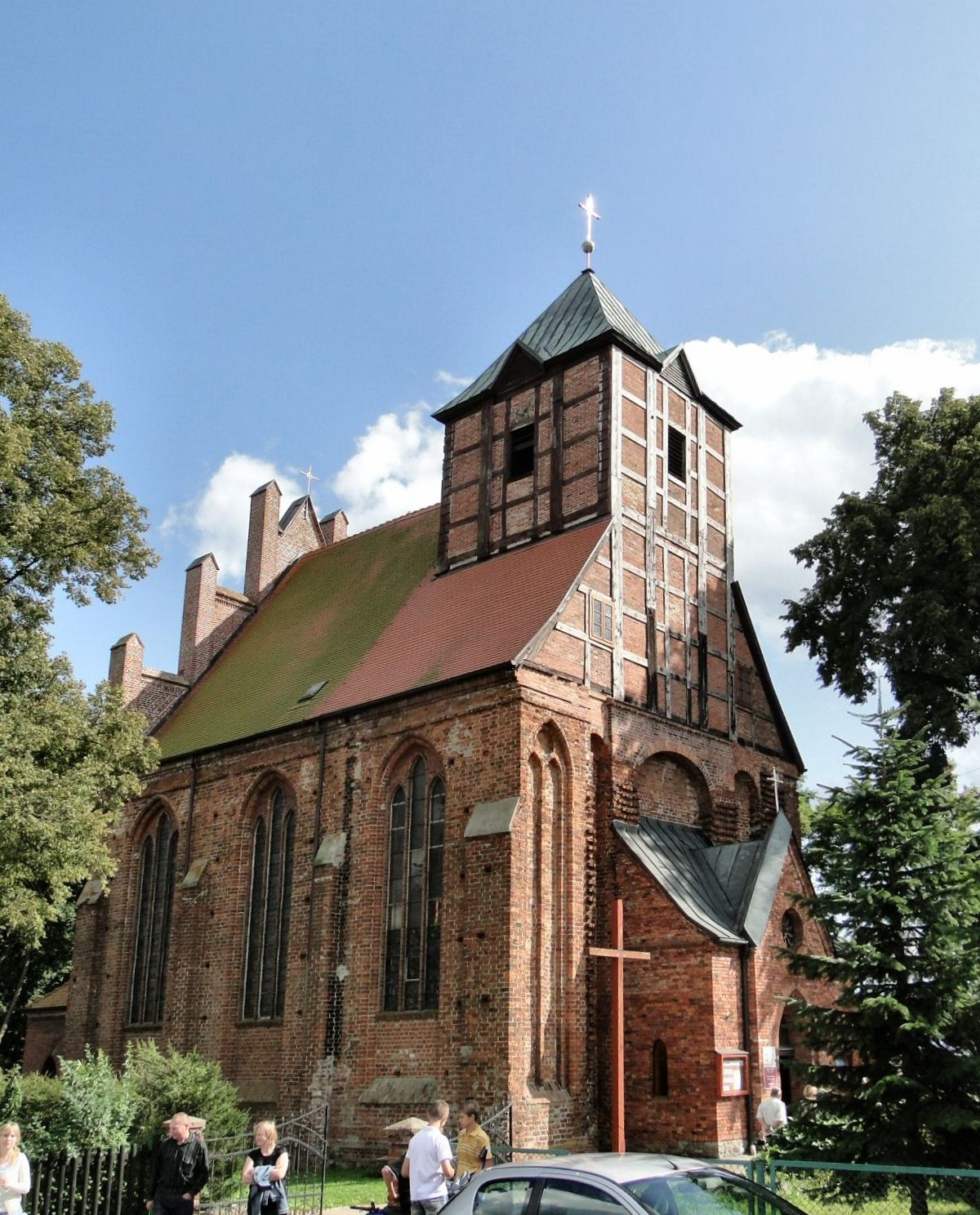
Kościół św. św. Apostołów Piotra i Pawła w Policach – Jasienicy.

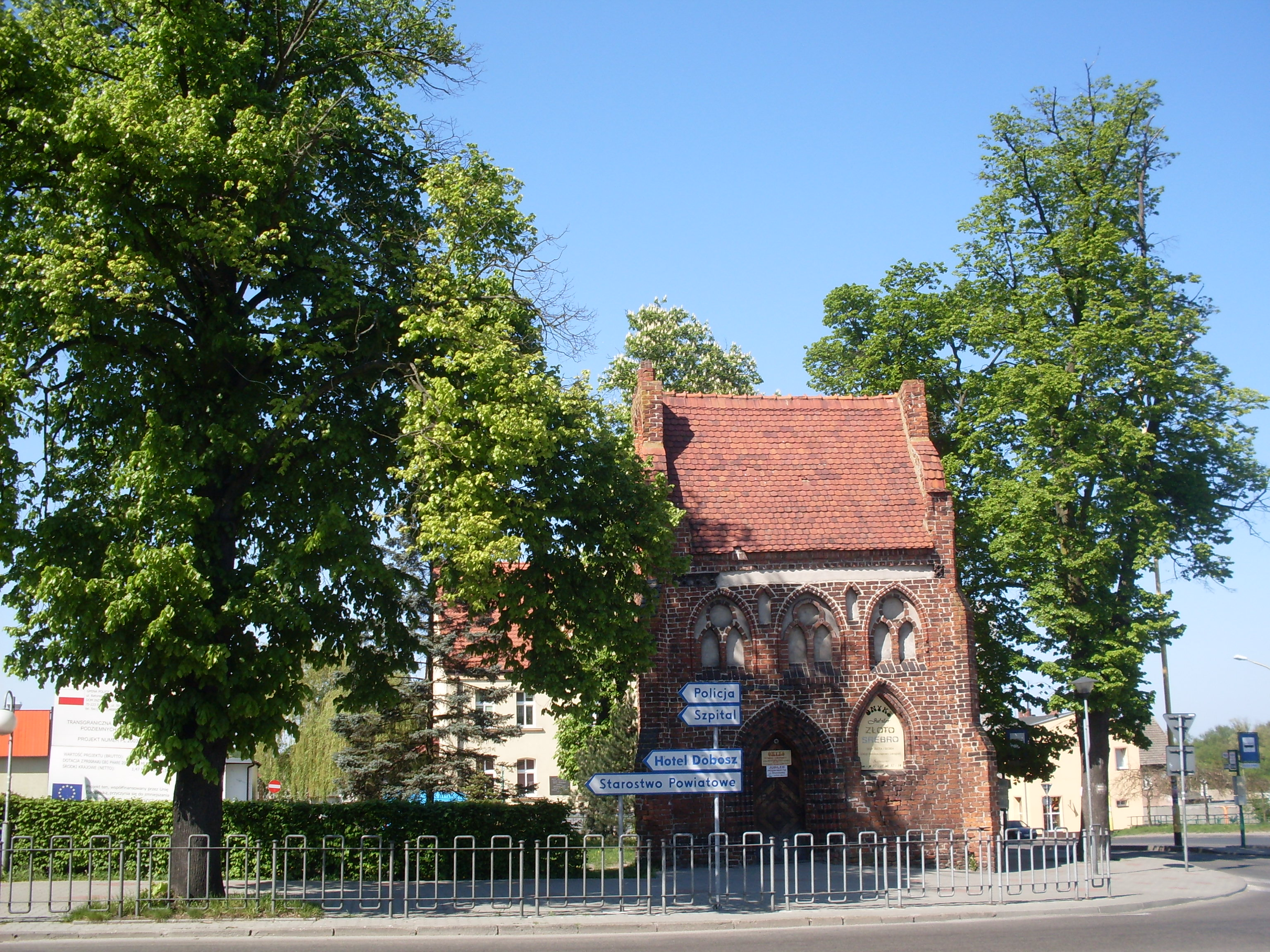
Kaplica gotycka na placu Chrobrego.

### Układ urbanistyczny
Miasto podzielone jest na cztery nieformalne dzielnice (zespoły osiedli):
- Stare Miasto,
- Nowe Miasto,
- Mścięcino (od 1954 r.),
- Jasienica (od 1973 r.).

Osiedla nowomiejskie to:
- osiedle Dąbrówka,
- osiedle Gryfitów,
- osiedle Księcia Bogusława X,
- osiedle Anny Jagiellonki.

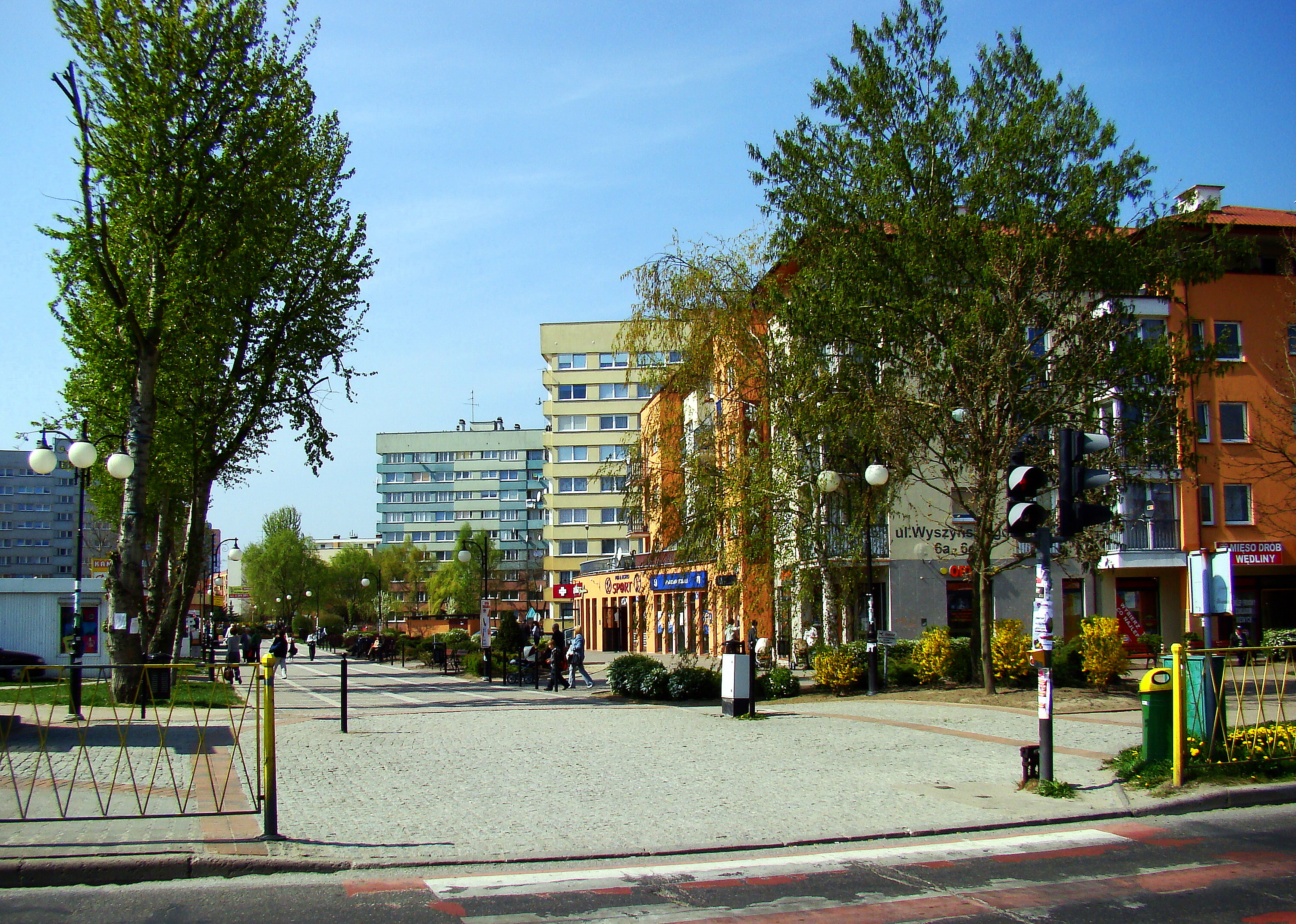
Osiedle Anny Jagiellonki.

Dawne miejscowości włączone w granice administracyjne Polic to: Bardo (Szaniec), Czapliniec, Duchowo, Kołpin, Kuźnica.

### Zabytki
- Kościół Niepokalanego Poczęcia Najświętszej Maryi Panny – neogotycki budowla na Starym Mieście,
- Kaplica przykościelna – gotycka kaplica z XV wieku, pozostałość po średniowiecznym kościele na Rynku Starego Miasta (pl. Chrobrego),
- Kościół św. św. Apostołów Piotra i Pawła – gotycka budowla z XIV wieku (przebudowana w 1725 r.) w Policach–Jasienicy,
- Ruiny klasztoru augustianów w Policach-Jasienicy,
- Lapidarium Polickie w Parku Staromiejskim,
- Kamienice z XIX wieku,
- Ratusz z 1906 roku nie został odbudowany po II wojnie światowej.

### Zieleń miejska
Parki i skwery

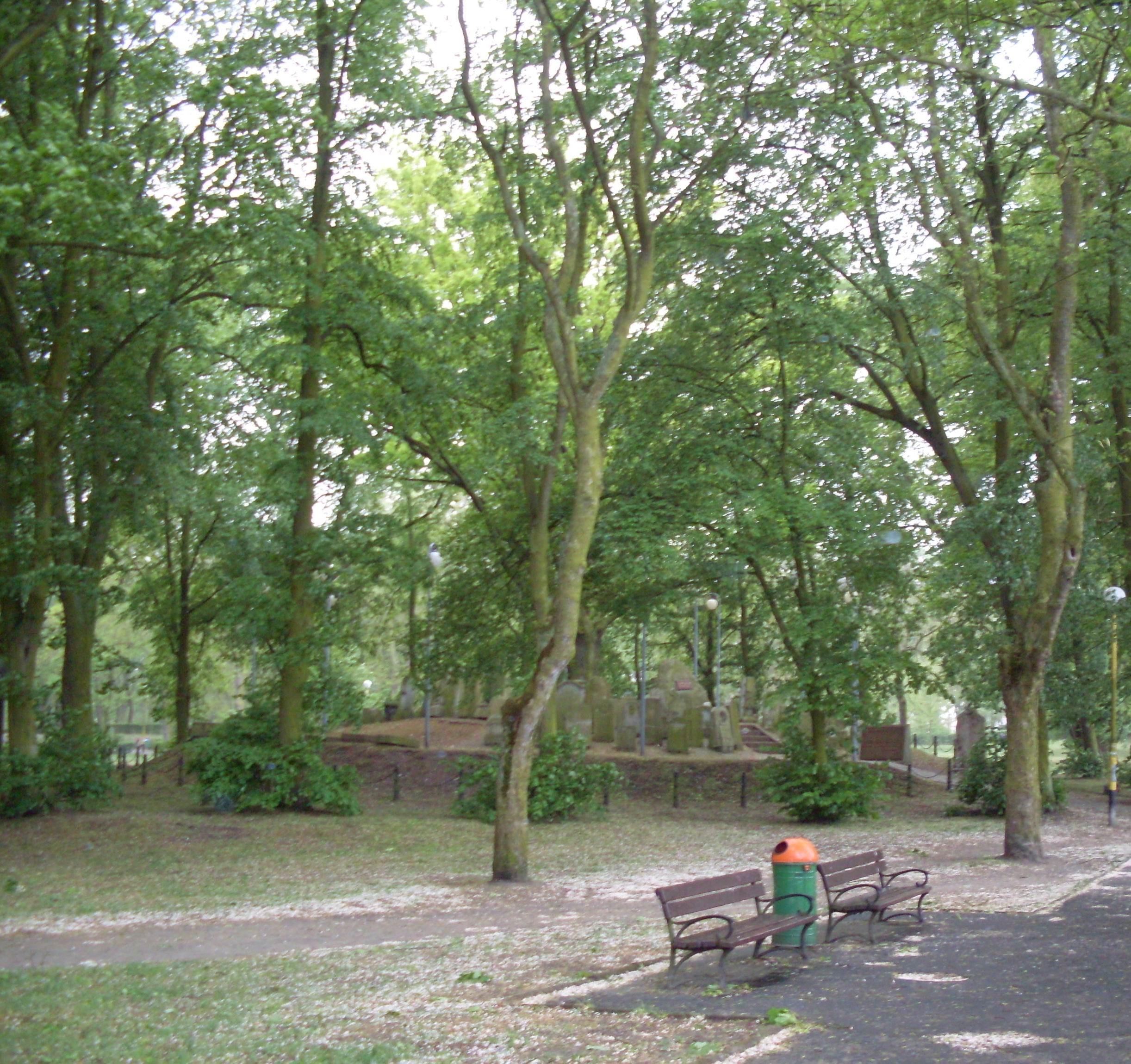
Park Staromiejski, w głębi Lapidarium Polickie

- Park Staromiejski – park w Starym Mieście. W środku parku znajduje się Lapidarium Polickie. Na wschód od parku znajduje się Kościół Mariacki z XIX wieku,
- Park Solidarności – znajduje się w Nowym Mieście między ul. Piłsudskiego a ul. Wyszyńskiego. Park utworzono z części lasów Puszczy Wkrzańskiej. Drzewostan sosnowy,
- Skwer Jana Pawła II – zlokalizowany w Nowym Mieście wzdłuż ul. Piłsudskiego na odcinku o długości około 1 km. Skwer przylega do Puszczy Wkrzańskiej. Na terenie skweru znajdują się pomnik Jana Pawła II i kapliczka Matki Boskiej Fatimskiej.

## Turystyka i rekreacja

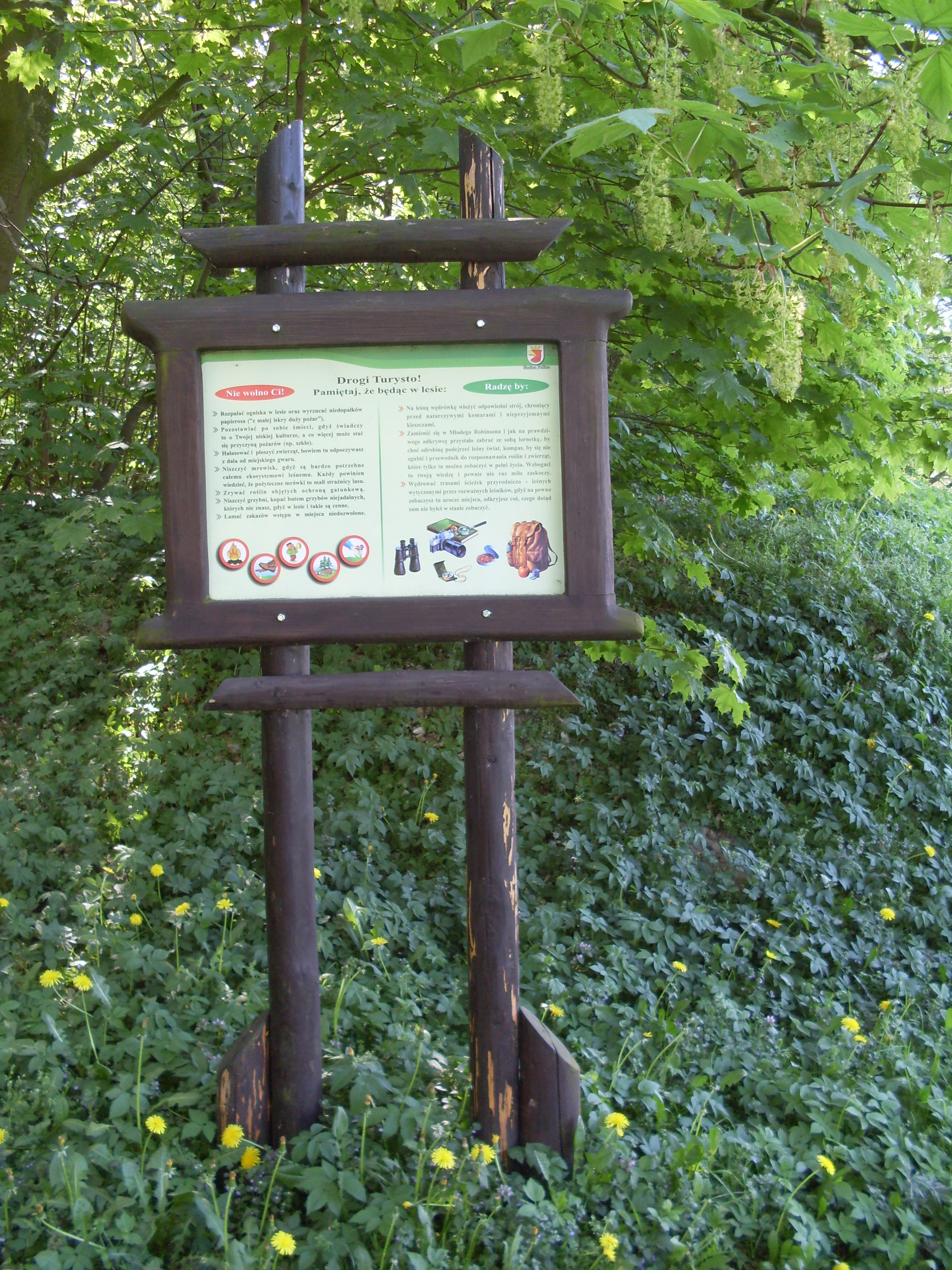
Ekologiczna Ścieżka Rekreacyjno-Dydaktyczna dookoła osiedli nowomiejskich

### Szlaki turystyczne
Szlaki w Policach i Puszczy Wkrzańskiej:
- żółty  pieszy Szlak Policki,
- czerwony  pieszy Szlak „Ścieżkami Dzików”,
- czerwony  Szlak „Puszcza Wkrzańska”,
- zielony  Międzynarodowy szlak rowerowy wokół Zalewu Szczecińskiego R-66,
- Ekologiczna Ścieżka Rekreacyjno-Dydaktyczna w Policach.

Obecnie na terenie dawnej fabryki benzyny syntetycznej wytyczona jest ścieżka dydaktyczno-turystyczna, którą opiekuje się Stowarzyszenie Przyjaciół Ziemi Polickiej „Skarb”.
W Policach znajdują się dwie drogi rowerowe:
- od ulicy Roweckiego łączy ona ulicę Tanowską, dalej biegnie do ulicy Kuźnickiej, następnie wzdłuż ZCH Police do ulicy Jasienickiej i do skrzyżowania z ulicą Kamienną, gdzie kończy swój bieg,
- z ul. Wyszyńskiego do Siedlic.

## Gospodarka

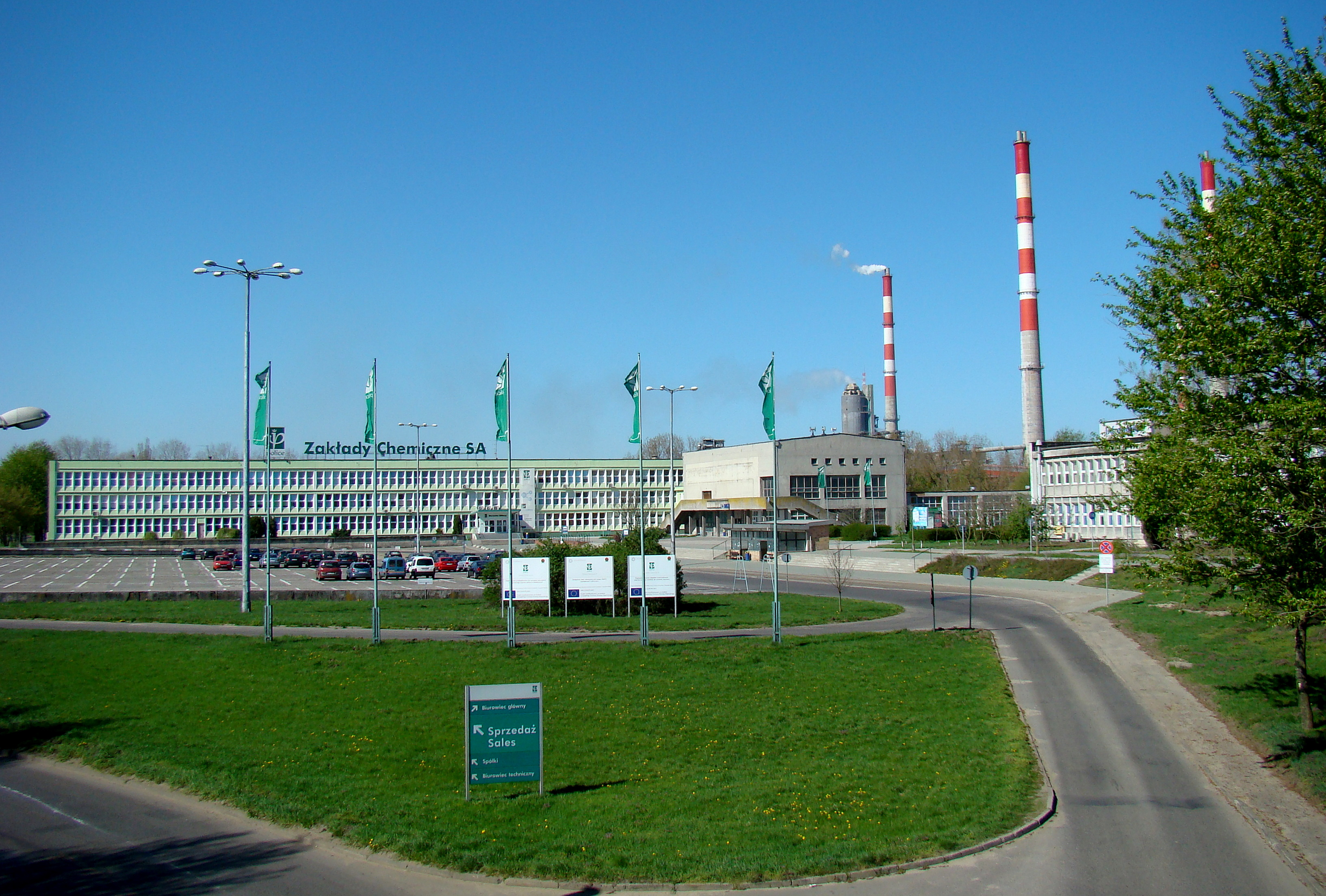
Zakłady Chemiczne Police, ul. Kuźnicka.

Największym przedsiębiorstwem przemysłowym miasta są Zakłady Chemiczne Police, wokół którego rozciągają się tereny inwestycyjne Parku Przemysłowego Police.
Na terenie Polic utworzono podstrefę Kostrzyńsko-Słubickiej Specjalnej Strefy Ekonomicznej, obejmującą wyznaczone 2 kompleksy.
Główne gałęzie:
- przemysł chemiczny,
- handel,
- usługi budowlane.

## Infrastruktura i transport

### Transport drogowy
Droga wojewódzka nr 114 odchodząca w Tanowie od drogi wojewódzkiej nr 115 przechodzi przez Police, następnie biegnie w kierunku Trzebieży i Nowego Warpna. Droga przebiega w granicach miasta Police przez Nowe Miasto (ul. Tanowska), Stare Miasto (ul. Grunwaldzka i ul. Kościuszki) oraz osiedle Jasienica (ul. Jasienicka, ul. Dworcowa, ul. Piastów). Pozostałe drogi wylotowe prowadzą do następujących miejscowości:

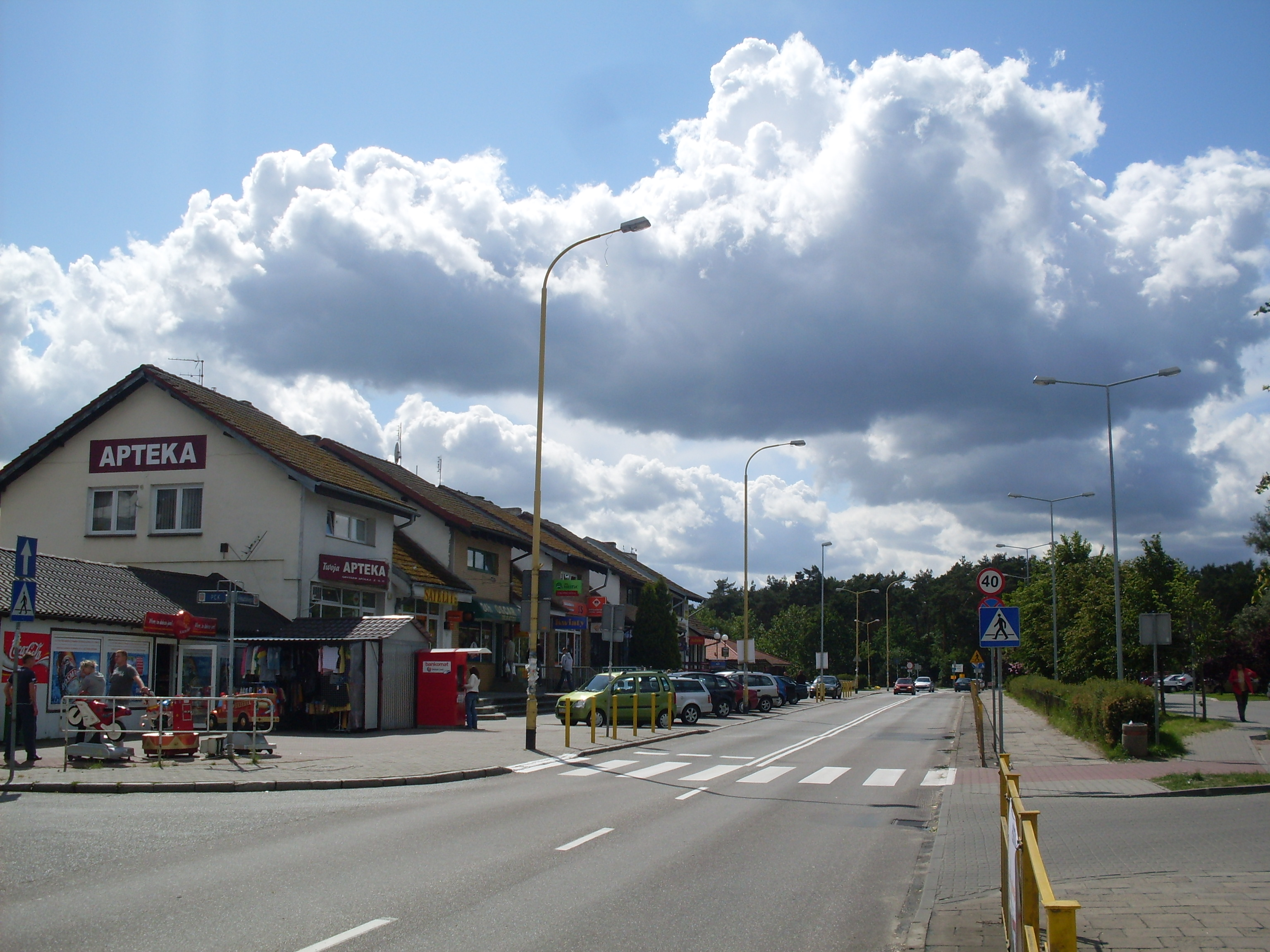
Ulica Józefa Piłsudskiego w Policach

- Nowa Jasienica i Karpin (ul. Podgórna),
- Wieńkowo i Tatynia (ul. Kopernika),
- Trzeszczyn-Pomnik (ul. Kuźnicka),
- Siedlice, Leśno Górne i Pilchowo (ul. Wyszyńskiego),
- Szczecin (osiedle Bukowo) przez Park Leśny Mścięcino w Szczecinie-Skolwinie i Przęsocin (ul. Asfaltowa),
- Szczecin-Skolwin (ul. Nadbrzeżna).

Istnieją plany budowy przeprawy mostowej Police – Święta przez Odrę nad Domiążą. Most ma łączyć Police oraz północną część powiatu polickiego, Lubieszyn i lewobrzeżną część Szczecina z węzłem komunikacyjnym w Goleniowie.

#### Komunikacja miejska

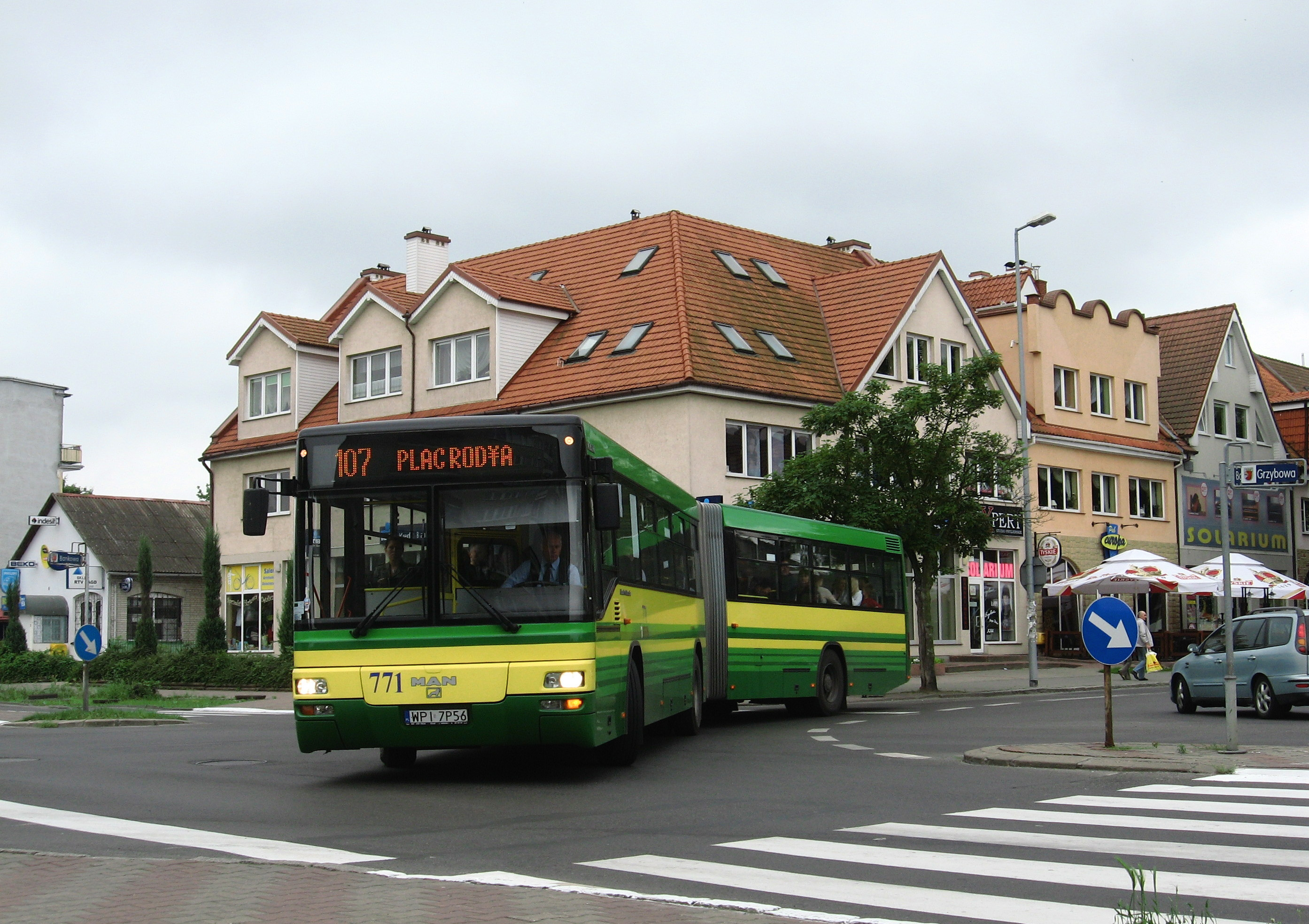
MAN SG313 Linia nr 107 os. Chemik (Police) – pl. Rodła (Szczecin)

Komunikację miejską w Policach zapewnia Szczecińsko-Polickie Przedsiębiorstwo Komunikacyjne, oferując 13 linii autobusowych (w tym 8 łączących ze Szczecinem). Istnieje także linia samorządowa (LS) Police – Trzebież. Komunikacja miejska umożliwia przemieszczanie się do kilku wsi gminy Police, m.in. Trzeszczyn, Tanowo, Pilchowo, Siedlice, Leśno Górne, Przęsocin.

### Kolej

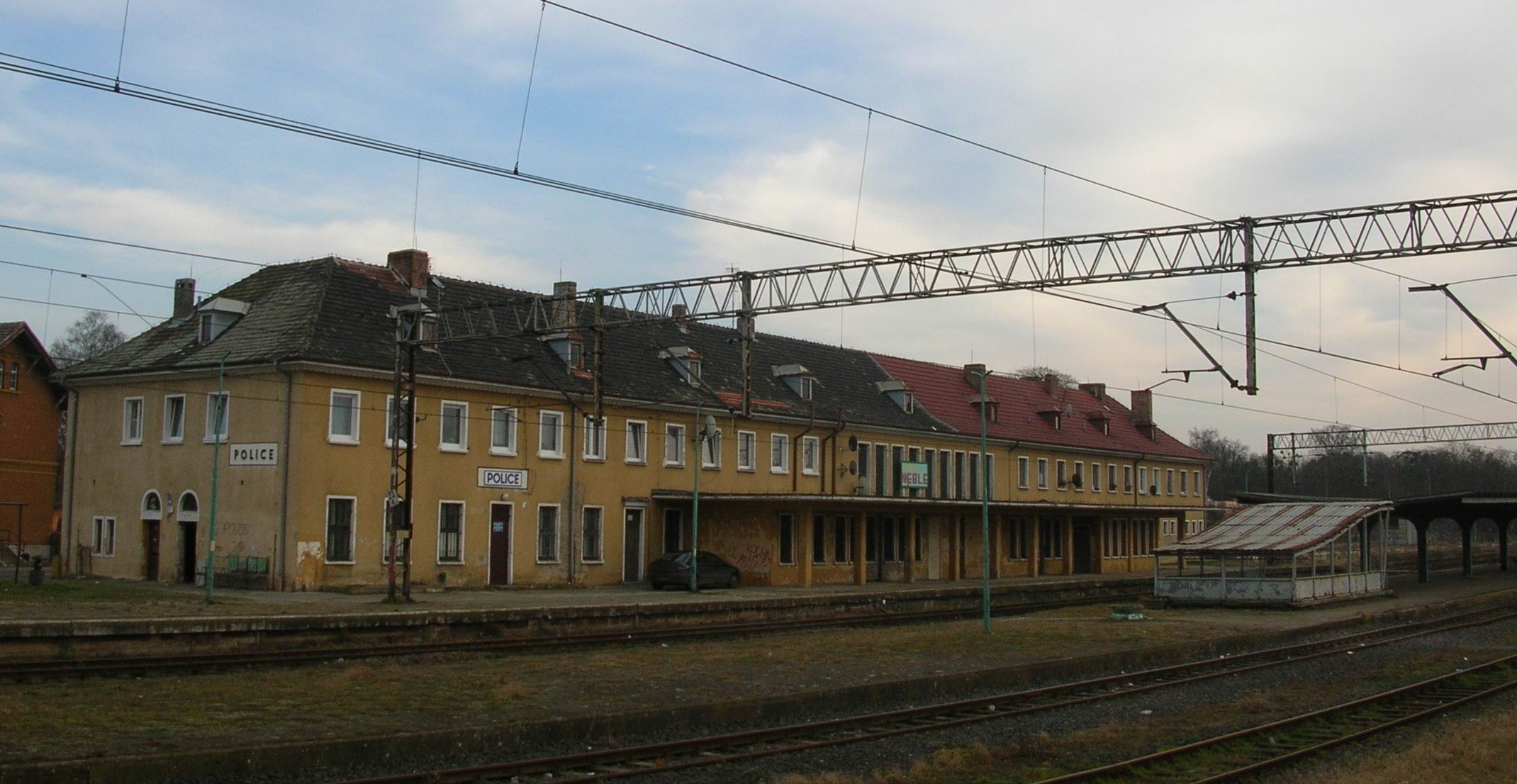
Dworzec Główny w Policach

Do 2002 r. czynna była linia kolejowa ze Szczecina do Trzebieży. Na terenie Polic jest 5 stacji/przystanków kolejowych: Police, Police Zakład (ob. zamknięty), Police Chemia i Jasienica, a dla podzielonego między Police i Szczecin osiedla Mścięcino przystanek kolejowy Szczecin Mścięcino, włączony do Polic z początkiem 2008 roku.

### Transport wodny
Police to miasto portowe. Znajdują się tu dwa porty: port morski Police (4. pod względem przeładunku w Polsce) i port rzeczny Police na Odrze. Przez miasto przebiega tor wodny Świnoujście–Szczecin.

### Urzędy pocztowe
W mieście czynne są 4 urzędy pocztowe: Police 5 (kod 72-009) (Nowe Miasto), Police 1 (kod 72-010) (Stare Miasto), Police 4 (kod 72-011) (Nowe Miasto), Police 3 (kod 72-015) (Jasienica [Police]).

## Opieka zdrowotna

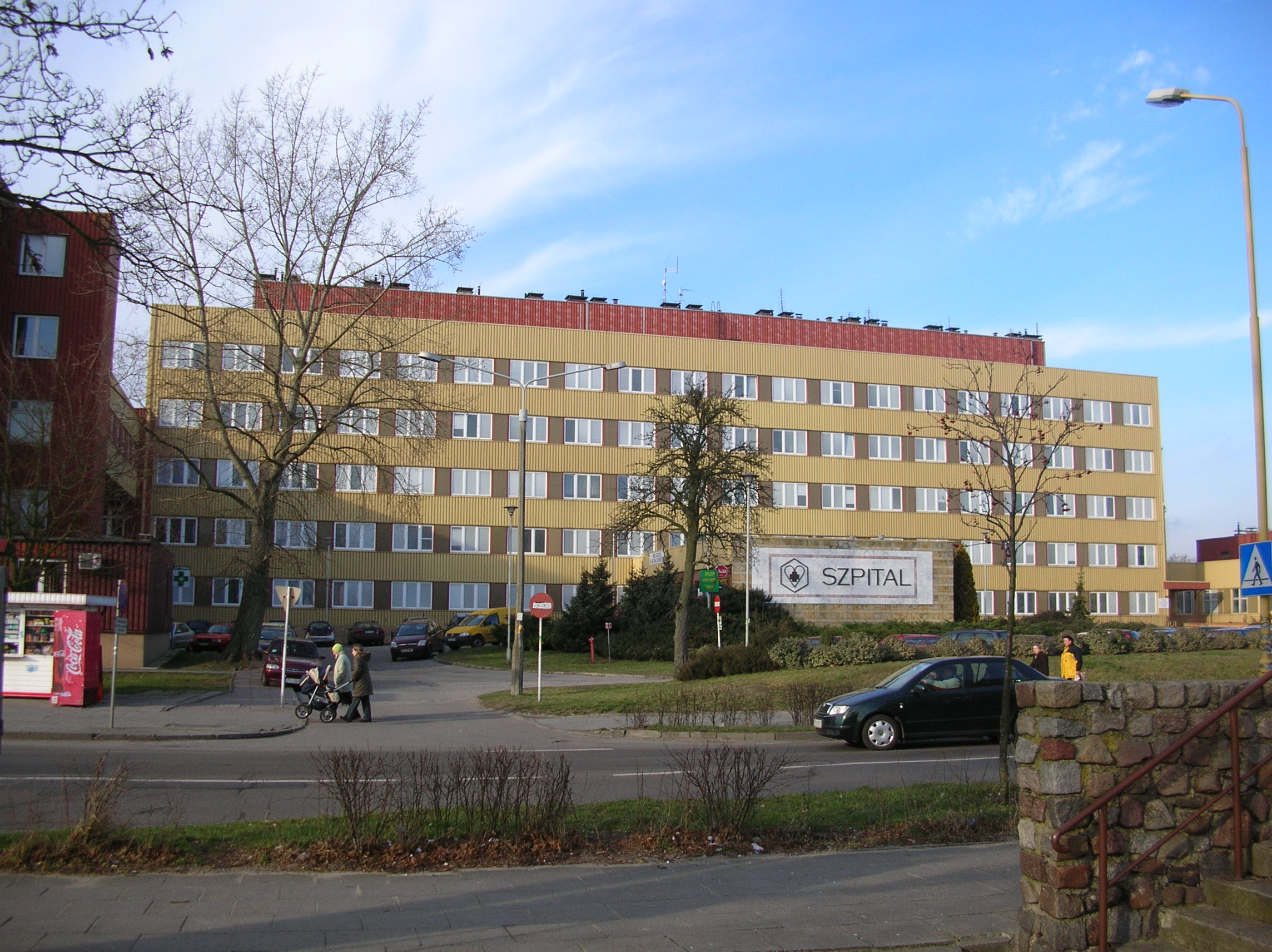
Szpital Pomorskiego Uniwersytetu Medycznego, Osiedle Gryfitów

Przy ul. Siedleckiej znajduje się kilka klinik Samodzielnego Publicznego Szpitala Klinicznego Nr 1 im. prof. Tadeusza Sokołowskiego Pomorskiego Uniwersytetu Medycznego w Szczecinie:
- Klinika Neonatologii
- Klinika Medycyny Matczyno-Płodowej i Ginekologii
- Klinika Ginekologii i Uroginekologii
- Klinika Medycyny Rozrodu i Ginekologii
- Oddział Kliniczny Anestezjologii i Intensywnej Terapii Dorosłych i Dzieci
- Klinika Chirurgii Plastycznej, Endokrynologii i Ogólnej
- Klinika Diabetologii i Chorób Wewnętrznych
- Katedra Chorób Skórnych i Wenerycznych[30].

Jest to pierwsza placówka szkoły wyższej w historii miasta.

## Administracja

Podział administracyjny na osiedla w 2015 roku
1 – Anny Jagiellonki
2 – Dąbrówka
3 – Gryfitów
4 – Jasienica
5 – Księcia Bogusława X
6 – Mścięcino
7 – Stare Miasto

Miasto podzielone jest administracyjnie na 7 osiedli, będących jednostkami pomocniczymi gminy. Każde z osiedli posiada swoją radę osiedla i zarząd. Do osiedli zaliczają się: Stare Miasto, Jasienicę, Mścięcino, a także 4 osiedla mieszkaniowe znajdujące się w dzielnicy Nowe Miasto, mianowicie Os. Anny Jagiellonki, Os. Dąbrówka, Os. Gryfitów, Os. Księcia Bogusława X.
Policzanie wspólnie z mieszkańcami terenów wiejskich gminy Police wybierają do swojej rady miejskiej 21 radnych. Organem wykonawczym władz jest burmistrz. Siedzibą władz jest urząd miejski przy ul. Stefana Batorego 3. Miasto jest członkiem Związku Miast Polskich. W Policach znajduje się także starostwo polickie.
Mieszkańcy Polic wybierają radnych do sejmiku województwa w okręgu I. Parlamentarzystów wybierają z okręgów wyborczych z siedzibą komisji w Szczecinie, a posłów do Parlamentu Europejskiego z okręgu wyborczego nr 13.

### Osiedla
| Nazwa               | Zdjęcie | Położenie na mapie |
| ------------------- | ------- | ------------------ |
| Anny Jagiellonki    |         |                    |
| Dąbrówka            |         |                    |
| Gryfitów            |         |                    |
| Jasienica           |         |                    |
| Księcia Bogusława X |         |                    |
| Mścięcino           |         |                    |
| Stare Miasto        |         |                    |

### Miasta partnerskie
| Miasto      | Państwo | Data podpisania umowy |
| ----------- | ------- | --------------------- |
| Pasewalk    | Niemcy  | 23 lutego 1999        |
| Nowy Rozdół | Ukraina | 28 marca 2002         |

## Kultura

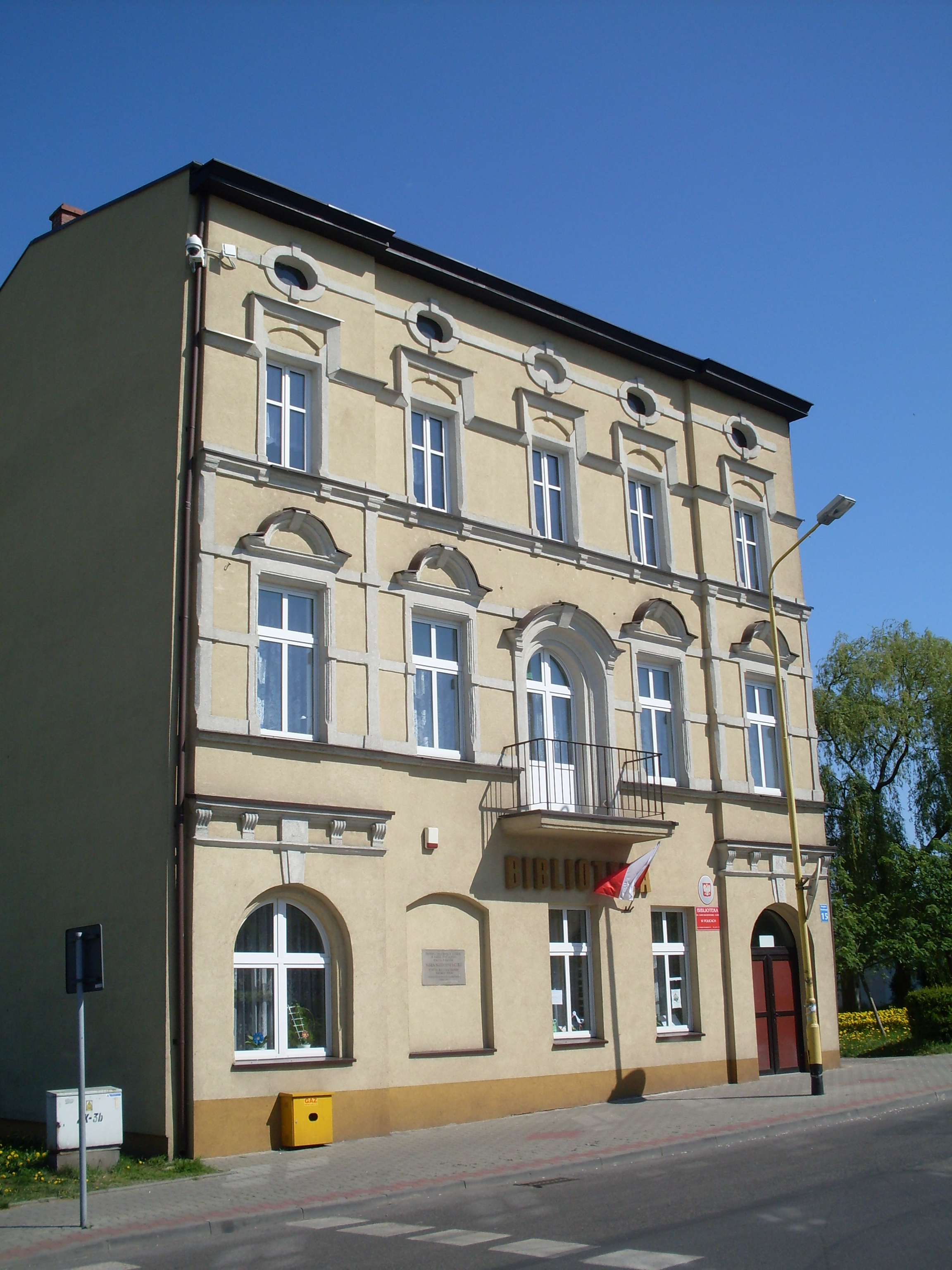
Biblioteka im. Marii Skłodowskiej-Curie w Starym Mieście w Policach.

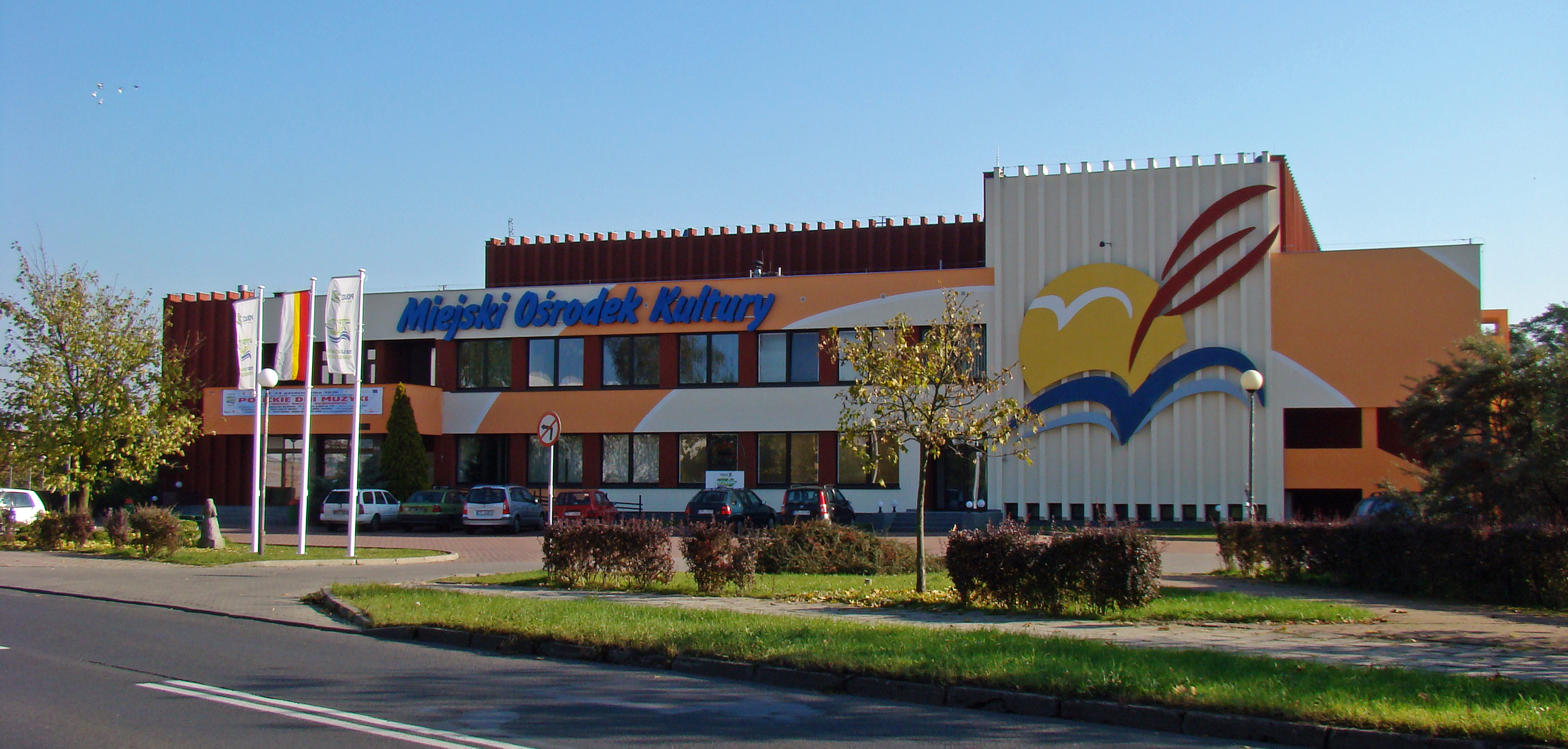
Miejski Ośrodek Kultury w Nowym Mieście w Policach

### Teatr, kino, wystawy, muzea
Najważniejszą instytucją kulturalną w Policach jest Miejski Ośrodek Kultury przy ul. Siedleckiej w dzielnicy Nowe Miasto. W nim właśnie mieszczą się galerie i sala kinowo-teatralna. W MOK-u działają: Kino MOK, Teatr Elipsa i Policka Grupa Teatralna Fabryka Chmur. W budynku ośrodka kultury znajduje się także Galeria „Obok”, będąca ośrodkiem skupiającym artystów Pomorza Zachodniego, Meklemburgii – Pomorza Przedniego i Berlina. Galeria prowadzi również działalność edukacyjną.
W MOK-u działa Galeria Historyczna Polic. Galeria o tematyce związanej z historią ziemi polickiej, została założona przez Jana Maturę w 1997 roku. Galeria Historyczna Polic organizuje zajęcia dydaktyczne i wycieczki terenowe. W zbiorach galerii znajdują się: eksponaty obrazujące osadnictwo na ziemi polickiej na przełomie mezolitu i neolitu, makiety dawnych, a nieistniejących współcześnie budynków miasta, pamiątki dotyczące historii Polic i Pomorza.
W każdą sobotę możliwe jest bezpłatne zwiedzanie terenu dawnej fabryki benzyny syntetycznej Hydrierwerke Pölitz AG z przewodnikiem Stowarzyszenia Przyjaciół Ziemi Polickiej „Skarb”. Od roku 2010 stowarzyszenie to prowadzi również Muzeum Historyczne „Skarb” w Policach, posiadające cztery działy: Dział historii regionu, Dział techniki użytkowej, Dział oręża i Dział dokumentów

### Biblioteka
W 1948 roku powołano w Policach bibliotekę, której pod koniec lat 60. XX wieku nadano imię Marii Skłodowskiej-Curie. Główna siedziba Miejskiej Biblioteki Publicznej im. Marii Skłodowskiej-Curie znajduje się w kamienicy na Rynku Starego Miasta przy ul. Wojska Polskiego 15.

### Media
Od 1991 roku w Policach działa „Telewizja Police”. Dwa razy w tygodniu realizuje programy informacyjne dla mieszkańców (Infopolice i Teletydzień). Dodatkowo także m.in.: reportaże, relacje z imprez masowych, posiada liczne produkcje archiwalne. TV POLICE zajmuje się produkcją programów zleconych oraz produkcją i emisją reklam, ogłoszeń i filmów promocyjnych. Współpracuje z 64 programami lokalnymi z całej Polski.
W Policach wydawany jest „Magazyn Policki”, prywatny ilustrowany miesięcznik o profilu społeczno-kulturalno-politycznym. W wersji papierowej ukazuje się w gminie Police i gminie Nowe Warpno, obecnie już tylko przy specjalnych okazjach. Magazyn ma swoje wydanie internetowe.
Lokalny dwutygodnik polityczno-kulturalny „Wieści Polickie” istnieje od 1999 roku, obecnie już tylko w postaci serwisu internetowego..
W Policach działa jedna lokalna stacja telewizyjna: TV Kab Police. Jej program jest dostępny w pakiecie operatora telewizji kablowej Vectra SA.
Od 1992 r. parafia pw. św. Kazimierza w Policach wydaje czasopismo „Świadomi Chrystusa” – obecnie gazeta nie jest wydawana w formie papierowej i funkcjonuje jako społeczno-religijny portal internetowy.
Od 2000 r. w Policach działa portal informacyjny Wirtualne Police – https://police24.pl
Od 2009 r. w Policach działa Regionalny Portal Informacyjny – Dziennik Policki – www.dziennikpolicki.pl
Od lipca 2017 r. w Policach działa portal informacyjny iPolice – https://ipolice.pl

### Imprezy cykliczne

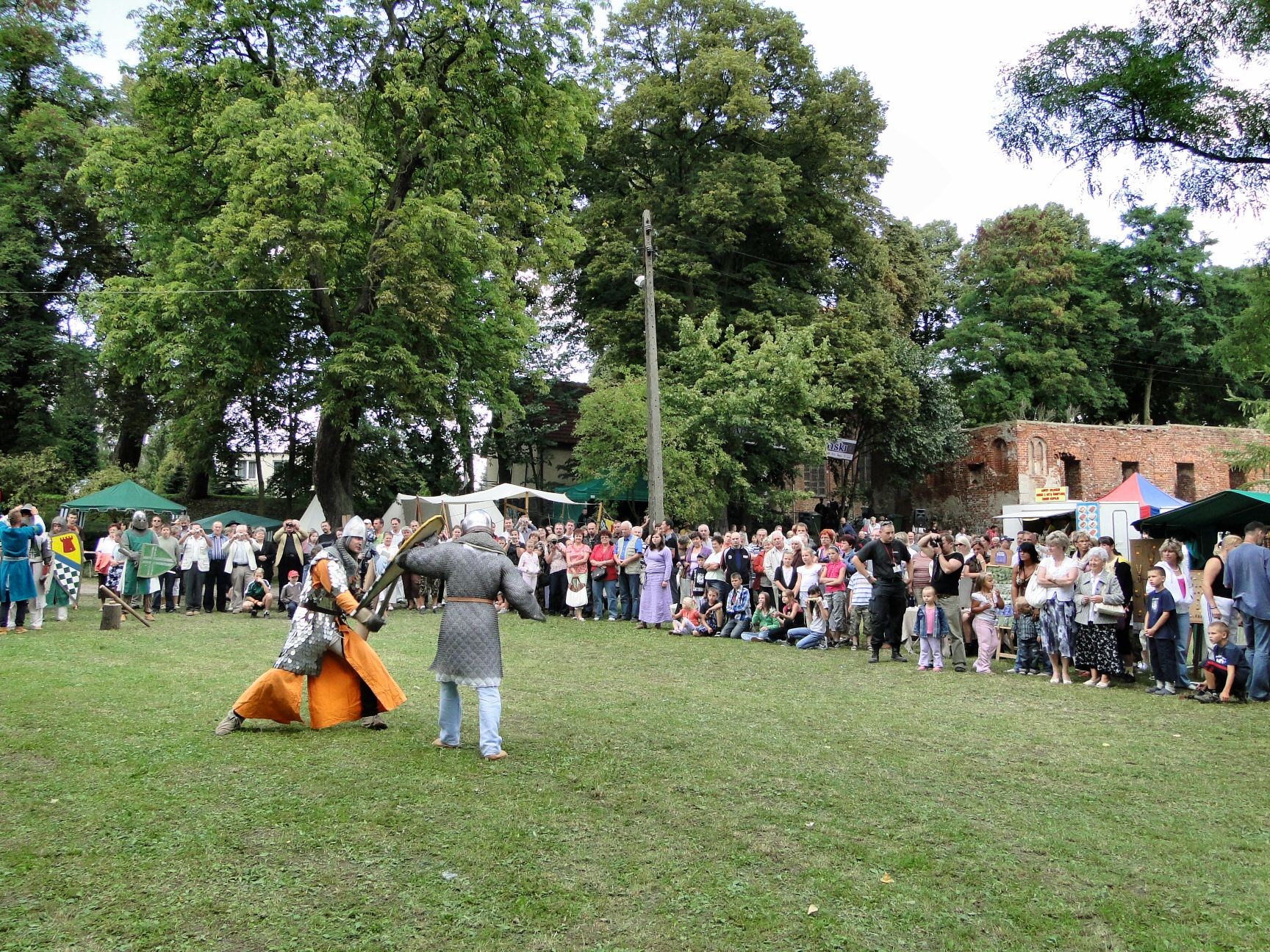
Pokaz walk rycerskich podczas Jarmarku Augustiańskiego w Policach-Jasienicy

Cykliczne imprezy kulturalne odbywające się w Policach to:
- Dzień Kultury Greckiej – corocznie, marzec[37],
- Łarpia Sail Festival – Międzynarodowy Festiwal Piosenki Morskiej i Folk, początek maja[38],
- Międzynarodowe Dni Polic – Dni Chemika, corocznie, wiosna[39],
- Jarmark Augustiański w Policach-Jasienicy, corocznie, pod koniec sierpnia[40],
- Polickie Dni Muzyki „Cecyliada” od 1996, corocznie, listopad[41],
- Festiwal Teatralny TEK w Miejskim Ośrodku Kultury, wiosna/lato.

Najdłuższą tradycję mają Dni Chemika, z bogatym programem rozrywkowym, oraz Cecyliada, międzynarodowy cykl koncertów muzyki chóralnej. Jarmark Augustiański umożliwia poznawanie kultury średniowiecza i ruin XIV-wiecznego klasztoru Augustianów w Policach-Jasienicy. Dzień Kultury Greckiej promuje muzykę grecką, a Łarpia Sail Festival – szanty.

## Oświata
W Policach znajduje się 7 szkół podstawowych, 7 przedszkoli publicznych, 1 miejski żłobek. Największą placówką oświatową w mieście jest Zespół Szkół im. Ignacego Łukasiewicza, który oprócz szkoły podstawowej obejmuje liceum ogólnokształcące, technikum, policealne studium zawodowe, zasadniczą szkołę zawodową, zasadniczą szkołę zawodową dla dorosłych. W mieście działa także Pierwsza Prywatna Szkoła Muzyczna I stopnia „Tosca”, będąca szkołą publiczną.

## Wspólnoty religijne

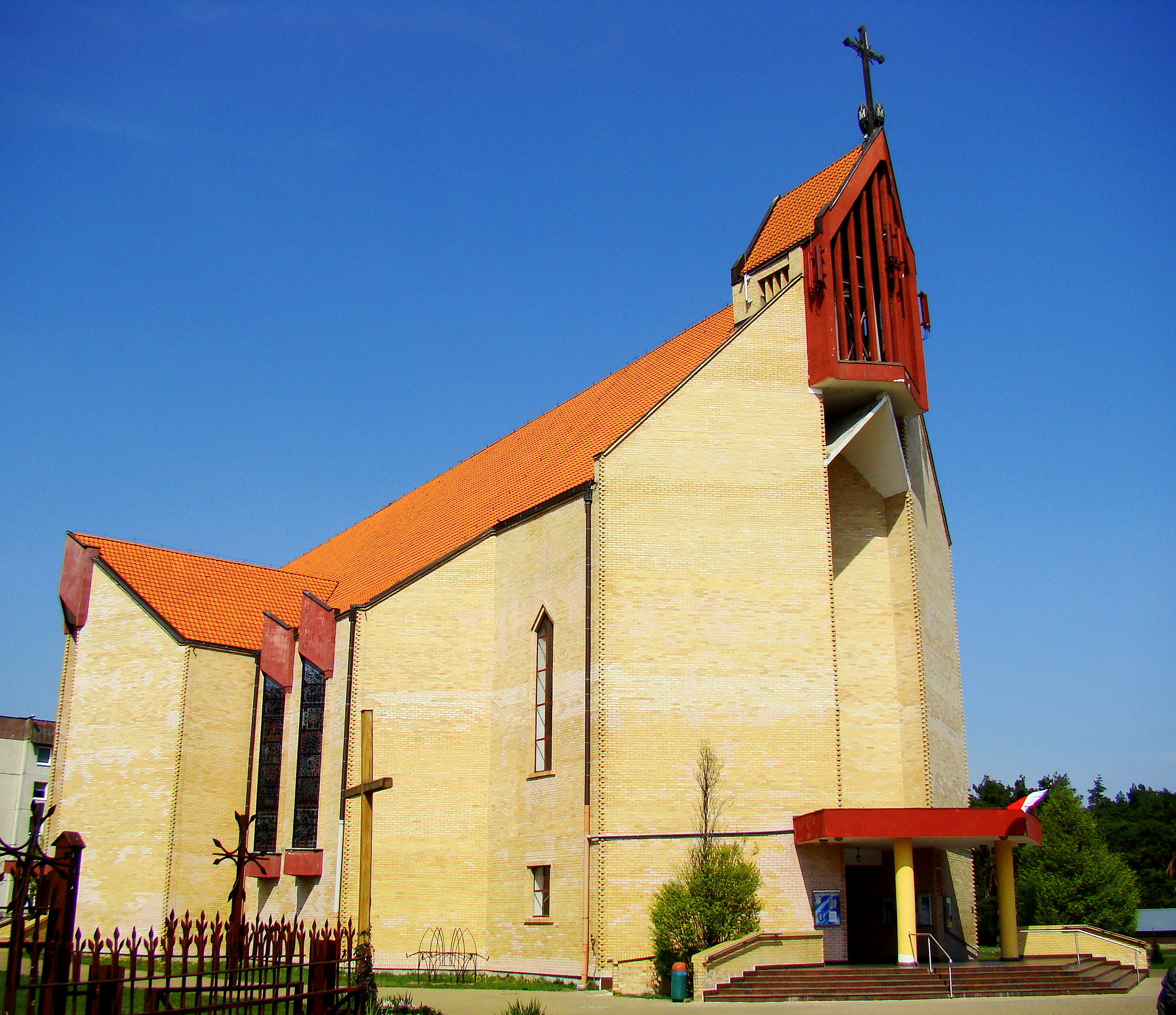
Kościół św. Kazimierza Królewicza w Policach

Na terenie miasta działalność religijną prowadzą następujące Kościoły i związki wyznaniowe:
- Kościół rzymskokatolicki (dekanat Police):
  - parafia Niepokalanego Poczęcia NMP
  - parafia św. Kazimierza
  - parafia św. Ap. Piotra i Pawła
- Kościół Zielonoświątkowy w RP
  - zbór w Policach[43]
- Świadkowie Jehowy (Sala Królestwa ul. Robotnicza 9A)[44]:
  - zbór Police-Centrum (w tym grupa ukraińskojęzyczna)
  - zbór Police-Nowe Miasto
  - zbór Police-Stare Miasto

## Sport

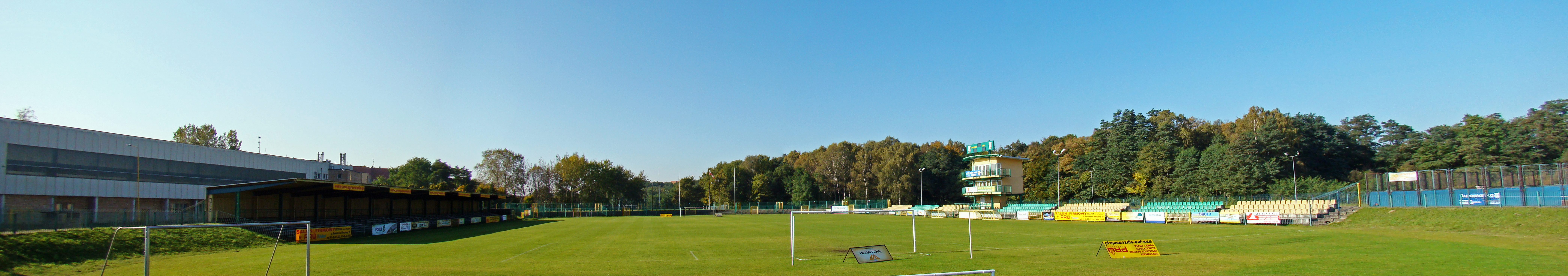
Stadion Miejski w Policach

Kluby sportowe działające w Policach:
- KPS Chemik Police – występujący w Tauron Lidze
- Klub Piłkarski Chemik Police – występujący w III lidze piłki nożnej (grupa pomorsko-zachodniopomorska),
- Chemik Police – wielosekcyjny klub sportowy,
- UKS Champion Police – występujący w rozgrywkach II ligi tenisa stołowego,
- UK Lekkoatletyczny Ósemka Police – w jego barwach startował m.in. mistrz Europy na dystansie 800 metrów Marcin Lewandowski. Bartosz Nowicki mistrz Polski na dystansie 1500 metrów obecnie startujący w barwach Śląska Wrocław swą przygodę ze sportem rozpoczynał także w polickim klubie,
- Uczniowski Klub Żeglarski BRAS,
- Klub Sportów Walki Police – taekwondo, kickboxing. Klub zrzeszony w Polskiej Federacji Taekwondo i Polskim Związku Kickboxingu.
- OSiR Police – wielosekcyjna hala, w tym Chemika Police.
- TKKF Tytan Police – Polickie Towarzystwo Krzewienia Kultury Fizycznej.

### Sportowe imprezy cykliczne
Lista imprez sportowych odbywających się cykliczne w mieście:
- Gryf Ogólnopolski Bieg na Orientację – maj, corocznie,
- Ogólnopolski Bieg Uliczny Policka Piętnastka – czerwiec,
- Międzynarodowy Turniej Szachowy im. T. Gniota,
- Dziki Weekend – sierpień[45],
- Ogólnopolski Ćwierćmaraton Policki – październik,
- Memoriał im. T. Iwańca w Podnoszeniu Ciężarów (Otwarte Mistrzostwa Polic w Wyciskaniu Leżąc) – listopad,
- Memoriał im. Sebastiana Mindziula (turniej piłki nożnej pamięci tragicznie zmarłego piłkarza Chemika Police) – corocznie, przeważnie w okresie jesienno-zimowym.

## Ludzie związani z Policami
- Władysław Diakun – samorządowiec i burmistrz gminy Police od 1998 roku
- Aleksander Doba – podróżnik i kajakarz
- Jan Matura – regionalista i sportowiec
- Krzysztof Toboła – karykaturzysta, satyryk i ilustrator
- Marcin Lewandowski – polski lekkoatleta